# Nes (Suðuroy)
 For alternative betydninger, se Nes. (Se også artikler, som begynder med Nes)
Nes er en bygd på Suðuroy, den sydligste ø på Færøerne. Nes ligger mellem Vágur i vest og Porkeri i øst på nordsiden af Vágsfjørður. Fra Nes er der udsigt over til Akrar og Lopra ved fjordarmen Lopransfjørður.
Bebyggelsen på Nes nævnes ikke i middelalderen og ikke i Jordebogen før 1705. I jordbogen fra 1584 nævnes tre husstande på Nes. Et sagn fortæller, at en markgrænsestrid i bygden i 1400-tallet blev afgjort med en brydekamp. I 1700-tallet var bygden beboet af fæstebønder og husmænd.
Nes regnes statistisk og administrativt til bygden, sognet og kommunen Vágs kommuna, efter at den blev overført fra kommunen Porkeris kommuna i 1928. I 2010 havde Nes omkring 30 indbyggere.
Kunstmaleren Ruth Smith boede i bygden i de sidste år af sit liv, og flere af hendes værker har motiver fra Nes. Hun døde 1958 på en enlig svømmetur i Vágsfjørður.
Der er en anden bygd, der hedder Nes og også ligger på Suðuroy. Den ligger ved Hvalbiarfjørður syd for bygden Hvalba og hører til Hvalbiar kommune. Nes ved Hvalba er godkendt til hvalfangst, det er Nes ved Vágur ikke.